# Paraphiloscia maculata
Paraphiloscia maculata là một loài chân đều trong họ Philosciidae. Loài này được Budde-Lund miêu tả khoa học năm 1885.